# Gran Premio di Gran Bretagna 1973
Il Gran Premio di Gran Bretagna 1973, XXVI John Player British Grand Prix e nona gara del campionato di Formula 1 del 1973, si è svolto il 14 luglio sul circuito di Silverstone ed è stato vinto da Peter Revson su McLaren-Ford Cosworth.

## Qualifiche
| Pos | No | Pilota               | Costruttore       | Squadra                        | Tempo  | Gap  |
| --- | -- | -------------------- | ----------------- | ------------------------------ | ------ | ---- |
| 1   | 2  | Ronnie Peterson      | Lotus-Ford        | John Player Team Lotus         | 1:16.3 |      |
| 2   | 7  | Denny Hulme          | McLaren-Ford      | Yardley Team McLaren           | 1:16.5 | +0.2 |
| 3   | 8  | Peter Revson         | McLaren-Ford      | Yardley Team McLaren           | 1:16.5 | +0.2 |
| 4   | 5  | Jackie Stewart       | Tyrrell-Ford      | Elf Team Tyrrell               | 1:16.7 | +0.4 |
| 5   | 1  | Emerson Fittipaldi   | Lotus-Ford        | John Player Team Lotus         | 1:16.7 | +0.4 |
| 6   | 30 | Jody Scheckter       | McLaren-Ford      | Yardley Team McLaren           | 1:16.9 | +0.6 |
| 7   | 6  | François Cevert      | Tyrrell-Ford      | Elf Team Tyrrell               | 1:17.3 | +1.0 |
| 8   | 10 | Carlos Reutemann     | Brabham-Ford      | Motor Racing Developments Ltd  | 1:17.4 | +1.1 |
| 9   | 21 | Niki Lauda           | BRM               | Marlboro BRM                   | 1:17.4 | +1.1 |
| 10  | 19 | Clay Regazzoni       | BRM               | Marlboro BRM                   | 1:17.5 | +1.2 |
| 11  | 27 | James Hunt           | March-Ford        | Hesketh Racing                 | 1:17.6 | +1.3 |
| 12  | 23 | Mike Hailwood        | Surtees-Ford      | Brooke Bond Oxo Team Surtees   | 1:18.0 | +1.7 |
| 13  | 11 | Wilson Fittipaldi    | Brabham-Ford      | Motor Racing Developments Ltd  | 1:18.1 | +1.8 |
| 14  | 31 | Jochen Mass          | Surtees-Ford      | Team Surtees                   | 1:18.3 | +2.0 |
| 15  | 24 | Carlos Pace          | Surtees-Ford      | Brooke Bond Oxo Team Surtees   | 1:18.3 | +2.0 |
| 16  | 18 | David Purley         | March-Ford        | LEC Refrigeration Racing       | 1:18.4 | +2.1 |
| 17  | 20 | Jean-Pierre Beltoise | BRM               | Marlboro BRM                   | 1:18.4 | +2.1 |
| 18  | 25 | Howden Ganley        | Iso Marlboro-Ford | Frank Williams Racing Cars     | 1:18.6 | +2.3 |
| 19  | 3  | Jacky Ickx           | Ferrari           | Scuderia Ferrari SpA SEFAC     | 1:18.9 | +2.6 |
| 20  | 9  | Andrea de Adamich    | Brabham-Ford      | Ceramica Pagnossin Team MRD    | 1:19.1 | +2.8 |
| 21  | 28 | Rikky von Opel       | Ensign-Ford       | Team Ensign                    | 1:19.2 | +2.9 |
| 22  | 14 | Roger Williamson     | March-Ford        | STP March Racing Team          | 1:19.5 | +3.2 |
| 23  | 29 | John Watson          | Brabham-Ford      | Ceramica Pagnossin Team MRD    | 1:20.1 | +3.8 |
| 24  | 15 | Mike Beuttler        | March-Ford        | Clarke-Mordaunt-Guthrie Racing | 1:20.1 | +3.8 |
| 25  | 16 | George Follmer       | Shadow-Ford       | UOP Shadow Racing Team         | 1:20.3 | +4.0 |
| 26  | 17 | Jackie Oliver        | Shadow-Ford       | UOP Shadow Racing Team         | 1:20.3 | +4.0 |
| 27  | 12 | Graham Hill          | Shadow-Ford       | Embassy Racing                 | 1:20.5 | +4.2 |
| 28  | 26 | Graham McRae         | Iso Marlboro-Ford | Frank Williams Racing Cars     | 1:20.8 | +4.5 |
| 29  | 22 | Chris Amon           | Tecno             | Martini Racing                 | 1:21.0 | +4.7 |

## Gara
Dopo il semaforo verde Jackie Stewart esegue una partenza magistrale e, dal 4º posto, riesce a issarsi in testa; alle sue spalle però Scheckter va in testacoda sul curvone che immette sul rettilineo del traguardo, picchia contro il muretto e torna in pista. La carambola che ne segue è drammatica, con 10 macchine coinvolte, tutte costrette al ritiro. Chi ne paga le conseguenze maggiori è Andrea de Adamich, che si frattura entrambe le gambe e deve dire addio alla F1: i medici gli somministrano morfina e lo tirano fuori dall'abitacolo dopo 52 interminabili minuti. La gara, a causa di questo incidente, viene fermata e fatta ripartire da capo con sole 18 vetture in griglia visti gli 11 ritirati.
Peterson riscatta dalla pole e tiene il comando seguito da Lauda e il solito Stewart. Lo scozzese passa l'austriaco e prova l’attacco allo svedese che però chiude la porta e lo costringe ad andare sull’erba: danneggerà così la sua monoposto e finirà la gara 10°, peggior piazzamento della stagione per lui. Dopo il ritiro di Lauda, la lotta per la vittoria è tra Peterson, Hulme, Hunt e Revson. La spunta l’americano, al primo successo in carriera, che con la sua McLaren precede lo svedese e il compagno di squadra. Hunt, al primo giro veloce in F1, chiude quarto con la Hesketh. Punti iridati anche per Cévert e Reutemann, che approfittano del ritiro di Emerson Fittipaldi per giungere in 5ª e 6ª posizione.
| Pos | No | Pilota               | Costruttore       | Giri | Tempo/Ritiro   | Pos. Griglia | Punti |
| --- | -- | -------------------- | ----------------- | ---- | -------------- | ------------ | ----- |
| 1   | 8  | Peter Revson         | McLaren-Ford      | 67   | 1:29:18.5      | 3            | 9     |
| 2   | 2  | Ronnie Peterson      | Lotus-Ford        | 67   | + 2.8          | 1            | 6     |
| 3   | 7  | Denny Hulme          | McLaren-Ford      | 67   | + 3.0          | 2            | 4     |
| 4   | 27 | James Hunt           | March-Ford        | 67   | + 3.4          | 11           | 3     |
| 5   | 6  | François Cevert      | Tyrrell-Ford      | 67   | + 36.6         | 7            | 2     |
| 6   | 10 | Carlos Reutemann     | Brabham-Ford      | 67   | + 44.7         | 8            | 1     |
| 7   | 19 | Clay Regazzoni       | BRM               | 67   | + 1:11.7       | 10           |       |
| 8   | 3  | Jacky Ickx           | Ferrari           | 67   | + 1:17.4       | 19           |       |
| 9   | 25 | Howden Ganley        | Iso Marlboro-Ford | 66   | + 1 Giro       | 18           |       |
| 10  | 5  | Jackie Stewart       | Tyrrell-Ford      | 66   | + 1 Giro       | 4            |       |
| 11  | 15 | Mike Beuttler        | March-Ford        | 65   | + 2 Giri       | 24           |       |
| 12  | 21 | Niki Lauda           | BRM               | 63   | + 4 Giri       | 9            |       |
| 13  | 28 | Rikky von Opel       | Ensign-Ford       | 61   | + 6 Giri       | 21           |       |
| Rit | 11 | Wilson Fittipaldi    | Brabham-Ford      | 44   | Perdita d'olio | 13           |       |
| Rit | 1  | Emerson Fittipaldi   | Lotus-Ford        | 36   | Trasmissione   | 5            |       |
| Rit | 29 | John Watson          | Brabham-Ford      | 36   | Alimentazione  | 23           |       |
| Rit | 12 | Graham Hill          | Shadow-Ford       | 24   | Telaio         | 27           |       |
| Rit | 22 | Chris Amon           | Tecno             | 6    | Alimentazione  | 29           |       |
| Rit | 30 | Jody Scheckter       | McLaren-Ford      | 0    | Collisione     | 6            |       |
| Rit | 23 | Mike Hailwood        | Surtees-Ford      | 0    | Collisione     | 12           |       |
| Rit | 31 | Jochen Mass          | Surtees-Ford      | 0    | Collisione     | 14           |       |
| Rit | 24 | Carlos Pace          | Surtees-Ford      | 0    | Collisione     | 15           |       |
| Ret | 20 | Jean-Pierre Beltoise | BRM               | 0    | Collisione     | 17           |       |
| Ret | 9  | Andrea de Adamich    | Brabham-Ford      | 0    | Collisione     | 20           |       |
| Rit | 14 | Roger Williamson     | March-Ford        | 0    | Collisione     | 22           |       |
| Rit | 16 | George Follmer       | Shadow-Ford       | 0    | Collisione     | 25           |       |
| Rit | 17 | Jackie Oliver        | Shadow-Ford       | 0    | Collisione     | 26           |       |
| Rit | 26 | Graham McRae         | Iso Marlboro-Ford | 0    | Acceleratore   | 28           |       |
| Rit | 18 | David Purley         | March-Ford        | 0    | Testacoda      | 16           |       |

## Statistiche
Piloti
- 1ª vittoria per Peter Revson
- 10° podio per Ronnie Peterson
- 1º giro più veloce per James Hunt
- 1º Gran Premio per Roger Williamson, Jochen Mass e John Watson
- 1° e unico Gran Premio per Graham McRae
- Ultimo Gran Premio per Andrea de Adamich

Costruttori
- 7° vittoria per la McLaren
- 90° podio per la Lotus

Motori
- 60ª vittoria per il motore Ford Cosworth

Giri al comando
- Ronnie Peterson (1-38)
- Peter Revson (39-67)

## Classifiche

### Piloti
| Pos. | Pilota               | Punti |
| ---- | -------------------- | ----- |
| 1    | Jackie Stewart       | 42    |
| 2    | Emerson Fittipaldi   | 41    |
| 3    | François Cevert      | 33    |
| 4    | Ronnie Peterson      | 25    |
| 5    | Denny Hulme          | 23    |
| 6    | Peter Revson         | 20    |
| 7    | Carlos Reutemann     | 8     |
| 8    | Jacky Ickx           | 8     |
| 9    | Arturo Merzario      | 6     |
| 10   | George Follmer       | 5     |
| 11   | James Hunt           | 4     |
| 12   | Andrea de Adamich    | 3     |
| 13   | Jean-Pierre Beltoise | 2     |
| 14   | Niki Lauda           | 2     |
| 15   | Wilson Fittipaldi    | 1     |
| 16   | Clay Regazzoni       | 1     |
| 17   | Chris Amon           | 1     |

### Costruttori
| Pos. | Team         | Punti |
| ---- | ------------ | ----- |
| 1    | Lotus-Ford   | 58    |
| 2    | Tyrrell-Ford | 53    |
| 3    | McLaren-Ford | 35    |
| 4    | Ferrari      | 12    |
| 5    | Brabham-Ford | 12    |
| 6    | Shadow-Ford  | 5     |
| 7    | BRM          | 5     |
| 8    | March-Ford   | 4     |
| 9    | Tecno        | 1     |